# Limeux, Somme
Limeux är en kommun i departementet Somme i regionen Hauts-de-France i norra Frankrike. Kommunen ligger i kantonen Hallencourt som tillhör arrondissementet Abbeville. År 2022 hade Limeux 141 invånare.

## Befolkningsutveckling
Antalet invånare i kommunen Limeux
| Referens: INSEE |